# Holziken

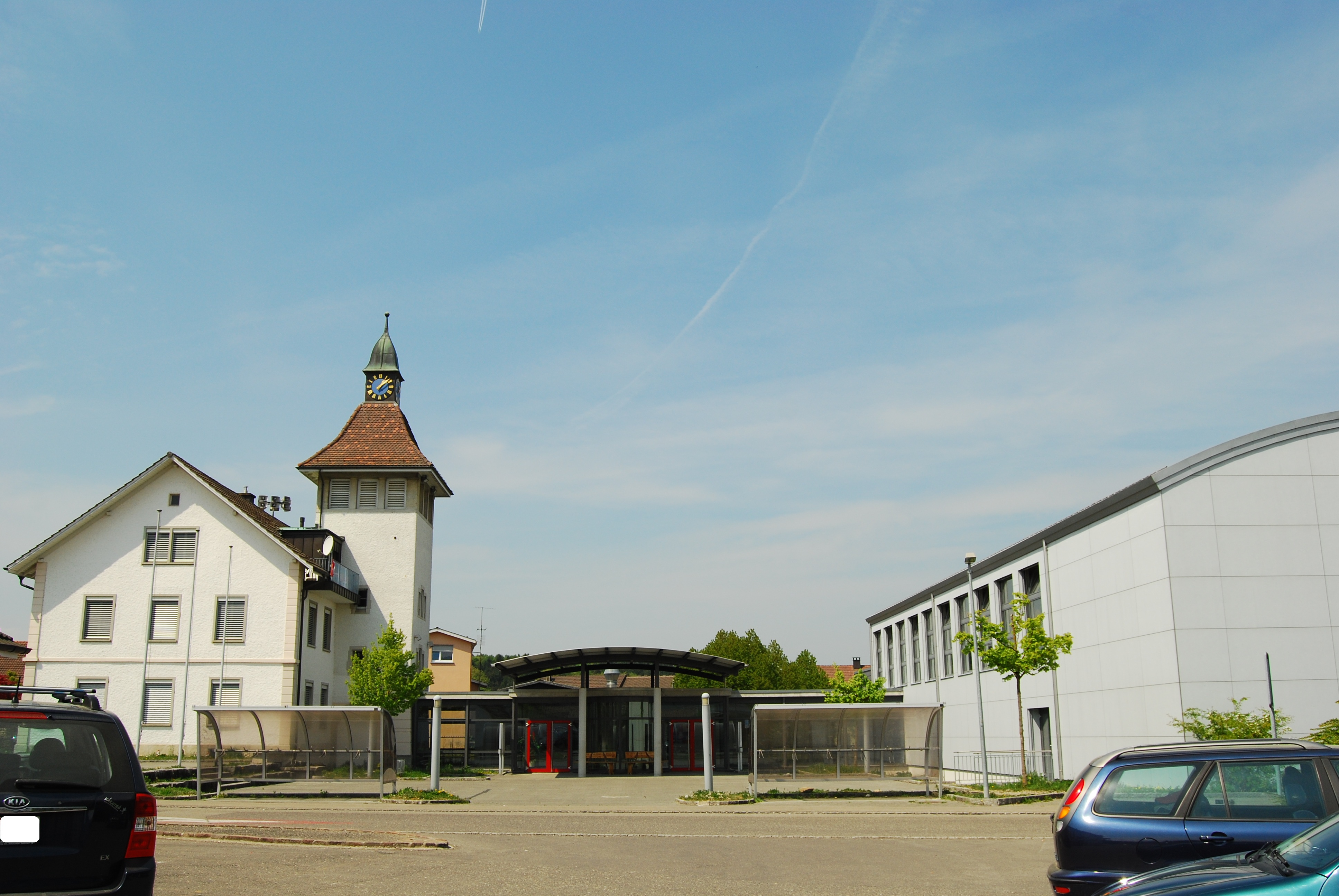
Holziken

Holziken is een gemeente en plaats in het Zwitserse kanton Aargau en maakt deel uit van het district Kulm.
Holziken telt 1.295 inwoners.